# Latarnia morska San Venerio
Latarnia morska San Venerio (wł. Faro di San Venerio) – latarnia morska, znajdująca się na włoskiej wyspie Tino, w jej najwyższym punkcie. 

## Historia
Obecna latarnia została wzniesiona w 1884 roku, jako dobudówka do pierwotnej latarni z 1840 roku (wysokiej na około 13 m, cylindrycznej w formie, wyłączonej z użytku w 1884 roku). Latarnia znajduje się pod zarządem włoskiej Marynarki Wojennej i normalnie nie jest dostępna do zwiedzania. Udostępniana jest tylko raz w roku, w święto patrona wyspy, św. Weneriusza Pustelnika, przypadające 13 września. 
13 września 2017 roku stowarzyszenie kulturalne Associazione Culturale „Il Mondo dei Fari” wspólnie z Marynarką Wojenną zorganizowały wewnątrz latarni wystawę muzealną poświęconą ewolucji technik oświetleniowych i źródłom energii w aspekcie historycznym i technologicznym. Zaprezentowano zdjęcia różnych latarni morskich we Włoszech oraz modele wybranych kół zębatych i narzędzi z różnych epok historycznych, rozmieszczonych na poszczególnych piętrach wieży, dostępnych dość wąskimi schodami.

## Opis
Wieża latarni została zbudowana z kamienia. Ma kształt okrągły, cylindryczny z dwoma galeriami i latarnią na szczycie. Jest pomalowana na biało. Ma 24 m wysokości (117 m n.p.m.). Kopuła latarni jest w kolorze szaro-metalicznym. Obok wieży znajduje się pierwotny dom latarnika.

## Charakterystyka światła
Światło błyskowe grupowe Bl (3) 15 s (Trzy białe błyski co 15 s). Moc lampy latarni wynosi 1000 W, a zasięg światła – 25 mil morskich.